# ناثان باك
ناثان باك (26 أبريل 1991 بليستر في المملكة المتحدة - ) (بالإنجليزية: Nathan Buck)‏ هو لاعب كريكت بريطاني. لعب مع نادي مقاطعة لانكشر للكريكت ‏ ونادي مقاطعة ليسترشاير للكريكت ‏ ونادي مقاطعة نورثامبتونشير للكريكت ‏.

## وصلات خارجية
- ناثان باك على موقع إي آس بي آن كريك إنفو (الإنجليزية)